# Последният дуел
„Последният дуел“ (на английски: The Last Duel) е епична историческа драма от 2021 година на режисьора Ридли Скот, по сценарий на Никол Холофсенсър, Бен Афлек и Мат Деймън, базиран на едноименната книга, написана от Ерик Джагър през 2004 г.
Сюжетът описва засилващото се съперничество между двама благородници във Франция от края на XIV век, довело до изнасилването на съпругата на единия, последвано от публичен съдебен процес, завършил с дуел между двамата. Във филма участват Мат Деймън, Адам Драйвър, Джоди Комър и Бен Афлек.
Снимките се провеждат във Франция и Ирландия от февруари до октомври 2020 г. с прекъсване за няколко месеца по време на пандемията от COVID-19. „Последният дуел“ прави световната си премиера на Филмовия фестивал във Венеция на 10 септември 2021 г. и е пуснат по кината в Съединените щати на 15 октомври 2021 г. от 20th Century Studios.